# Millerocoris conus
Millerocoris conus är en insektsart som först beskrevs av Alan C. Eyles 1967.  Millerocoris conus ingår i släktet Millerocoris och familjen Rhyparochromidae. Inga underarter finns listade i Catalogue of Life.